# Скальбмеж
Скальбмеж (пол. Skalbmierz)  —  город  в Польше, входит в Свентокшиское воеводство,  Казимежский повят.  Имеет статус городско-сельской гмины. Занимает площадь 7,13 км². Население — 1326 человек (на 2004 год).

## Уроженцы
- Станислав из Скальбмежа (около 1365—1431) — польский педагог, первый ректор Краковского университета, юрист.
- Хершл-Цви Канар (1929—2009) — еврейский писатель и мим.